# Aladdin (2019)
Aladdin is een Amerikaanse musicalfilm uit 2019 van Disney.
De film is een liveaction-remake van Disneys gelijknamige lange animatiefilm uit 1992, die weer goeddeels was gebaseerd op Aladin en de wonderlamp, een van de bekendste sprookjes uit de verhalencyclus Duizend-en-een-nacht.

## Verhaal
Aladdin is een straatjongen die in de stad Agrabah woont. Samen met zijn aap Abu steelt hij om te kunnen leven. Hij redt prinses Jasmine nadat zij uit verveling haar paleis had verlaten om op straat het gewone leven te ontdekken.
In de tussentijd is Jafar, de verraderlijke grootvizier van Agrabah, bezig Jasmines vader, die sultan is van Agrabah, in de val te lokken. Jafar wil op deze manier zelf sultan worden.  Jafar en zijn huisdierpapegaai Iago zoeken naar een magische lamp die Jafars wensen zal vervullen. De lamp is verborgen in de grot der wonderen. Alleen iemand die waardig genoeg is mag deze grot betreden, en de ruwe diamant heeft besloten dat Aladdin deze persoon is. Jafar bedenkt een plan: hij laat Aladdin eerst gevangennemen en haalt hem er dan in vermomming toe over om de lamp in de grot te gaan halen. Wanneer Aladdin de lamp aan Jafar overhandigt, gooit Jafar Aladdin weer terug in de grot. Abu steelt de lamp opnieuw van Jafar voordat de grot dichtgaat.
Wanneer Aladdin over de lamp wrijft, komt er een geest uit, Genie. Genie vertelt Aladdin dat hij drie wensen mag doen. Aladdin overtuigt de geest eerst om hen uit de grot te halen, maar doet dit op zo'n manier dat hij  niet zijn eerste wens al hoeft te gebruiken. Aladdin komt met zijn eerste wens: een prins te worden, zodat hij met prinses Jasmine mag trouwen. Volgens de regels mag de prinses namelijk alleen trouwen met een prins. Aladdin keert terug naar Agrabah als prins Ali Ababwa. Hij maakt een spectaculaire binnenkomst. Jasmine is eerst niet erg geïnteresseerd, maar later gaan ze elkaar toch leuker vinden. Aladdin neemt Jasmine mee voor een ritje door de lucht op een magisch tapijt. Dan komt Jasmine erachter dat prins Ali in werkelijkheid de zwerver Aladdin is. Aladdin maakt haar daarop wijs dat hij zich eerder had vermomd als straatdief, om zo de stad en de bewoners van Agrabah beter te leren kennen.
Jafar komt achter prins Ali's echte identiteit en gooit hem in de zee. Genie redt Aladdin, maar dit kost Aladdin zijn tweede wens. Wanneer Jafar even later door de mand valt en gearresteerd wordt, biedt de vader van Jasmine Aladdin een positie als sultan aan. Aladdin durft niet meer te vertellen dat hij eigenlijk geen prins is. Daarom wil hij zijn laatste wens hiervoor gebruiken, ondanks zijn eerdere belofte aan Genie dat hij zijn laatste wens zou gebruiken om hem te bevrijden. Genie verwijt Aladdin dat hij niet eerlijk is. Iago helpt Jafar zich te bevrijden en hij steelt de lamp van Aladdin. Jafar wordt vanaf dan de nieuwe meester van Genie. Hij gebruikt zijn eerste twee wensen om sultan en de meest krachtige tovenaar van de wereld te worden. Hij vertelt dan de waarheid over Aladdin en tovert hem en Abu naar een bevroren woestenij. Hij dreigt Jasmine te zullen vermoorden als ze niet met hem trouwt.
Tijdens de bruiloft komen Abu en Aladdin terug. Ze zijn door het magisch tapijt gered en Jasmine steelt de lamp terug. Aladdin lokt Jafar in de val door hem te overtuigen om zijn laatste wens te gebruiken om zelf ook een geest te worden, zodat hij machtiger is dan Genie. Zodra Jafar in een geest is veranderd, wordt hij in zijn eigen toverlamp gestopt. Hij kan hier alleen uit als iemand over de lamp wrijft.
Aladdin gebruikt zijn eigen laatste wens om Genie uit de lamp te bevrijden en tegelijk in een gewoon mens te veranderen. Genie trouwt vervolgens met het hulpje van de prinses en begint samen met haar aan een wereldreis. Aladdin krijgt nu alsnog toestemming om met Jasmine te trouwen, zelfs al weet iedereen nu dat hij geen echte prins is. Samen starten ze een nieuw leven.

## Rolverdeling

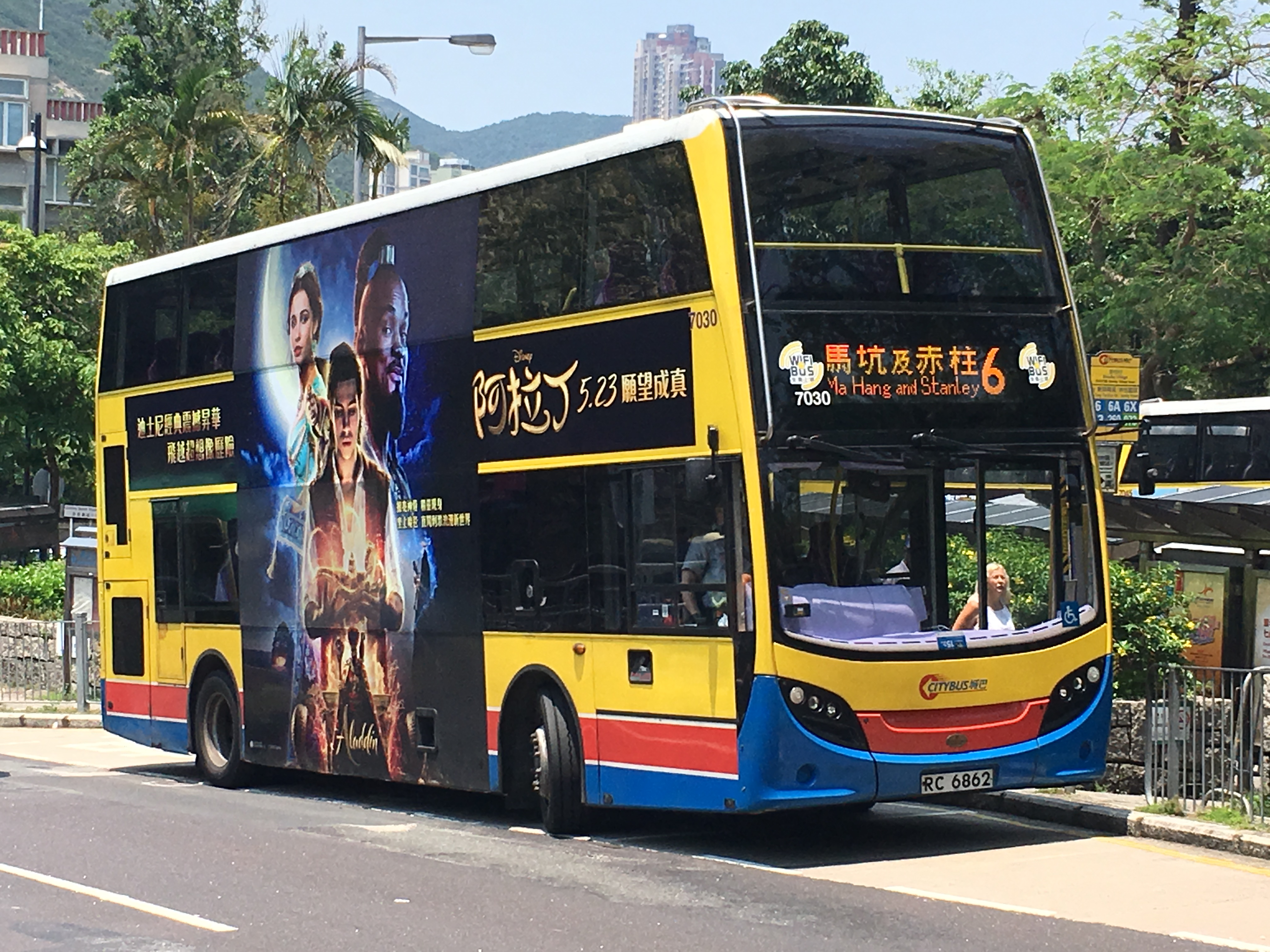
Bus met hierop de hoofdpersonages uitgebeeld

| Acteur          | Personage                         |
| --------------- | --------------------------------- |
| Mena Massoud    | Aladdin                           |
| Will Smith      | Geest                             |
| Naomi Scott     | Prinses Jasmine                   |
| Marwan Kenzari  | Jafar                             |
| Navid Negahban  | De sultan                         |
| Billy Magnussen | Prins Anders                      |
| Nasim Pedrad    | Dalia                             |
| Numan Acar      | Hakim                             |
| Robby Haynes    | Razoul                            |
| Frank Welker    | De Grot der Wonderen / Abu (stem) |
| Alan Tudyk      | Iago (stem)                       |

## Nederlandse stemmen
| Acteur                | Personage       |
| --------------------- | --------------- |
| Jip Bartels           | Aladdin         |
| Juliann Ubbergen      | Geest           |
| Desi van Doeveren     | Prinses Jasmine |
| Erik van der Horst    | Jafar           |
| Victor van Swaay      | De sultan       |
| Louis van Beek        | Prins Anders    |
| Juliëtte van Leeuwen  | Dalia           |
| Oscar Siegelaar       | Hakim           |
| Reinder van der Naalt | Iago            |

De Nederlandse regie lag in handen van Anneke Beukman en Franky Rampen. De backing vocals zijn ingezongen door: Anneke Beukman, Jann Cnossen, Tineke Blok, Franky Rampen, Kelvin Allison en Wiebe-Pier Cnossen

## Vlaamse stemmen
| Acteur            | Personage       |
| ----------------- | --------------- |
| Jelle Cleymans    | Aladdin         |
| Dimitri Verhoeven | Geest           |
| Maja Van Honsté   | Prinses Jasmine |
| Ken Verdoodt      | Jafar           |
| Thomas Cordie     | Iago            |

## Aankondigingen
De eerste officiële filmposter verscheen op 10 oktober 2018 en de eerste teaser een dag later. De eerste trailer werd uitgebracht op 11 februari 2019.

## Verschillen in verhaallijn met versie uit 1992
Enkele opmerkelijke verschillen zijn:
- Bij hun eerste ontmoeting op de markt laat Jasmine uitschijnen dat ze de dienstmaagd is van de prinses. In de film uit 1992 zegt ze dat ze de prinses is.
- Er is een personage toegevoegd: Dalia, de dienstmeid van Jasmine. Daarbij is er een extra liefdesverhaallijn tussen deze dienstmaagd en Genie; zij trouwen en krijgen kinderen.
- Buiten het feit dat Genie maximaal 3 wensen kan vervullen, blijkt in de tekenfilm ook dat hij niemand doden, niemand verliefd laten worden en geen mensen terughalen uit de dood. In de remake uit 2019 blijft het feit dat Genie niemand kan doden onvermeld.
- In de versie uit 1992 is het alleen de wens van Genie om vrij te zijn. In deze versie heeft hij nog een aanvullende wens, namelijk specifiek terugkeren als mens.
- Naast het feit dat Jafar wil trouwen met Jasmine en sultan wil worden, wil hij ook alle omringende landen veroveren. In deze versie was Jafar als kind ook een straatboefje, maar hij klom op op de sociale ladder en werd zo uiteindelijk vizier. Het is dan ook Jafar en niet Iago die de lamp steelt op de markt.
- De rol van Iago is in de tekenfilm tamelijk belangrijk, zo heeft hij hier veel eigen tekst en steelt hij bijvoorbeeld de lamp van Aladdin voor Jafar. In de remake is hij enkel een papegaai die enkele woorden kan zeggen.
- Het personage Prins Achmed is vervangen door Prins Anders.
- Jafar transformeert zich in een grotere versie van zichzelf in plaats van een slang.
- Niet Aladdin, maar wel Jasmine wordt de nieuwe sultan.
- In de versie uit 1992 wil Aladdin Jasmine imponeren als prins Ali Ababwa waarbij Ababwa zijn achternaam is. In deze versie stelt hij zich voor als prins Ali van het land Ababwa, waardoor Genie een landkaart met magische krachten moet aanpassen zodat Aladdin kan aantonen dat het land echt bestaat.

## Trivia
- Het fabeldier Roc heeft een cameo in de film.
- Sommige personages zingen andere woorden in de film dan in de soundtrack.